# Vincenzo Barra
Vincenzo Barra (Avellino, 23 ottobre 1915 – Avellino, 17 gennaio 1992) è stato un politico italiano.

## Biografia
Laureato in Giurisprudenza e in Scienze Politiche, è avvocato. Durante la seconda guerra mondiale è sottotenente nel 18º reggimento della divisione fanteria “Acqui” di stanza a Corfù, riuscendo a scampare all'eccidio di Cefalonia dopo l’8 settembre del 1943. Il 26 settembre viene catturato e trascorre 19 mesi di prigionia in vari campi di concentramento, fra cui l'Oflag 83, liberato il 15 aprile 1945.
Esponente della Democrazia Cristiana, è segretario provinciale del partito ad Avellino fin dal 1951, dopo aver vinto le prime elezioni provinciali del dopoguerra diventa il primo presidente della provincia di Avellino, restando in carica dal 5 luglio 1952 al 6 agosto 1961.
Nel 1968 è candidato al Senato senza risultare eletto, ma subentra a Palazzo Madama il 10 agosto 1970 dopo la morte del collega Pietro Lombari. Viene poi rieletto senatore alle successive elezioni politiche del 1972. Conclude il mandato parlamentare nell'estate del 1976. Dal 1977 al 1984 è presidente del Comitato regionale di controllo di Napoli.
Muore il 17 gennaio 1992, all'età di 76 anni.